# Ramón Videla
Ramón Ernesto Videla Cortés (La Serena, el 4 de agosto de 1863-Santiago, el 4 de diciembre de 1939) fue un abogado y político chileno.

## Vida
Realizó sus estudios en el Liceo de Copiapó y en la Universidad de Chile de Santiago, donde logró el título de abogado el 13 de enero de 1887.
Ejerció su profesión primer en causas financieras en la capital. Posteriormente volvió al norte, donde defendió los intereses mineros y adhirió al Partido Radical.
Elegido Diputado por La Serena, Elqui y Coquimbo por dos períodos consecutivos (1915-1918), integrando la Comisión permanente de Industria, Agricultura y Presupuestos. Elegido para el período 1921-1924, representando a Ovalle, Combarbalá e Illapel.
Secretario del Ministerio de Hacienda (1921) y oficial del Ministerio de Justicia e Instrucción Pública (1923). Dejó la política a la caída del gobierno de Arturo Alessandri Palma (1924).

## Historia Electoral

### Listado de diputados 1921-1924
| Departamentos             | N.° | Diputado                            | Partido |
| ------------------------- | --- | ----------------------------------- | ------- |
| Ovalle Combarbalá Illapel | 15  | Roberto Sánchez García de la Huerta | PLD     |
| Ovalle Combarbalá Illapel | 16  | Joaquín Yrarrázabal Larraín         | PCon    |
| Ovalle Combarbalá Illapel | 17  | Ramón Ernesto Videla Cortés         | PR      |
| Ovalle Combarbalá Illapel | 18  | José Antonio Echavarría             | PN      |